# Haplosyllis villogorgicola
Haplosyllis villogorgicola är en ringmaskart som beskrevs av Martín, Núñez, Riera och Gil 2000. Haplosyllis villogorgicola ingår i släktet Haplosyllis och familjen Syllidae. Inga underarter finns listade i Catalogue of Life.